# 密歇根中央铁路公司
密歇根中央鐵路公司（英語：Michigan Central Railroad；報告記號：MC）最初成立於 1846 年，目的是在密歇根州的底特律和聖約瑟夫之間提供鐵路服務。該鐵路公司後來逐漸將業務擴展到密歇根州、印第安納州和伊利諾伊州以及加拿大的安大略省。大約在1867年之後，這條鐵路由紐約中央鐵路公司控制，後來成為賓夕法尼亞中央鐵路公司的一部分，最後併入聯合鐵路公司。 1998 年聯合鐵路解體後，諾福克南方鐵路公司獲得了前密歇根中央鐵路的大部分路線。
1925 年底，密歇根中央铁路公司經營了1871英里的公路和4139英里的鐵路；那一年它記錄了43.04億噸英里的淨貨運收入和6億英里的客運英里。

## 外部鏈接
- MCRR homepage at Michigan's Internet Railroad History Museum
- Historical Railroad Maps from The Library of Congress （页面存档备份，存于）
- The North America Railway Hall of Fame | Inductees |  August, 2013
- Railroad Wreck: MCRR at Botsford Yard, Kalamazoo, Michigan, 1924
- Niles-South Bend Branch Photos
- Michigan Central Station, Detroit Michigan （页面存档备份，存于）
- History of Detroit 1780-1850; financial and commercial. Burton. 114-122 （页面存档备份，存于）
- Tackabury's atlas of the State of Michigan Walling. 146-147 （页面存档备份，存于）